# Scottish FA Cup 1882/83
Der Scottish FA Cup wurde 1882/83 zum 10. Mal ausgespielt. Der wichtigste Fußball-Pokalwettbewerb im schottischen Vereinsfußball wurde vom Schottischen Fußballverband geleitet und ausgetragen. Er begann am 9. September 1882 und endete mit dem Wiederholungsfinale am 7. April 1883 im Hampden Park von Glasgow. Als Titelverteidiger startete der FC Queen’s Park in den Wettbewerb, der im Finale des Vorjahres gegen den FC Dumbarton gewonnen hatte und zugleich Rekordsieger war. Im diesjährigen Endspiel um den Schottischen Pokal traf der Vorjahresfinalist aus Dumbarton auf den FC Vale of Leven. Dumbarton erreichte zum insgesamt dritten Mal das Endspiel im schottischen Pokal. Für Vale of Leven dreimaliger Sieger des Wettbewerbs war es das vierte Endspiel. Das erste Finalspiel endete mit 2:2. Im Wiederholungsfinale gewann Dumbarton mit 2:1 und holte damit nach zwei Endspielniederlagen jeweils gegen den FC Queen’s Park zum 1. und bisher einzigen Mal in der Vereinsgeschichte den Pokal.

## 1. Runde
Ausgetragen wurden die Begegnungen zwischen dem 9. und 23. September 1882. Die Wiederholungsspiele fanden zwischen dem 16. und 27. September 1882 statt.
|                               | Ergebnis |                          |
| ----------------------------- | -------- | ------------------------ |
| 1st Dumfries Rifle Volunteers | w/o      | Dumfries Academical      |
| FC Abercorn                   | 10:00    | FC Ladyburn              |
| FC Addiewell                  | w/o      | FC Dunfermline           |
| FC Airdrie                    | 5:1      | FC Plains Bluebell       |
| Airdrieonians FC              | 3:3      | FC Royal Albert          |
| FC Angus                      | 1:2      | FC Balgay                |
| FC Arthurlie                  | 7:0      | Bute Rangers             |
| FC Battlefield                | 2:4      | Partick Thistle          |
| FC Beith                      | 4:2      | Beith Thistle            |
| FC Clippens                   | 2:4      | FC Glenpatrick           |
| FC Clyde                      | 4:0      | FC Luton                 |
| FC Cowlairs                   | 4:1      | FC Whitefield            |
| FC Dumbarton                  | w/o      | Kilmarnock Thistle       |
| Heart of Midlothian           | 1:1      | FC St. Bernard’s         |
| FC Jamestown                  | 7:1      | Vale of Leven Hibernians |
| FC Johnstone                  | 6:2      | Paisley Athletic         |
| FC Jordanhill                 | 0:4      | Glasgow Rangers          |
| FC Lugar Boswell              | 4:1      | FC Kilbirnie             |
| FC Maybole                    | w/o      | FC Rankinston            |
| Pollokshields Athletic        | 6:5      | Alexandra Athletic       |
| FC Portland                   | 1:1      | Hurlford United          |
| FC Possilpark                 | 0:6      | FC Pilgrims              |
| FC Queen’s Park               | 12:10    | FC Thistle               |
| FC South Western              | 0:3      | Third Lanark             |
| FC Southfield                 | w/o      | FC Breadalbane           |
| FC St. Mirren                 | 8:0      | FC Yoker                 |
| FC Woodland                   | 1:1      | FC Sir John Maxwell      |
| 1st Lanark Rifle Volunteers   | 0:4      | FC Northern              |
| 5th Dumfries Rifle Volunteers | 8:0      | Thornhill Rangers        |
| FC Airdriehill                | 0:7      | FC Shotts                |
| FC Coupar Angus               | * 1:3 *  | FC Dunblane              |
| FC Dunipace                   | 1:5      | FC Falkirk               |
| Hamilton Academical           | 0:5      | FC Cambuslang            |
| Hibernian Edinburgh           | 8:0      | FC Brunswick             |
| Johnstone Athletic            | 0:4      | FC Cartvale              |
| FC Kilmarnock                 | 2:0      | FC Mauchline             |
| FC Moffat                     | 9:0      | Dumfries Rovers          |
| FC Partick                    | 5:0      | FC Petershill            |
| FC Pollok                     | 3:2      | FC Renfrew               |
| FC Thornliebank               | 7:1      | FC Greenock Southern     |
| FC Vale of Atholl             | 0:1      | FC Vale of Teith         |
| FC Woodside                   | 0:6      | FC Kilbarchan            |
| FC Annbank                    | 7:0      | Largs Athletic           |
| FC Arbroath                   | 4:3      | East End Dundee          |
| FC Ayr                        | 5:3      | FC Stewarton Cunninghame |
| FC Dundee Harp                | 7:2      | FC Perseverance          |
| Greenock Morton               | 2:1      | Johnstown Rovers         |
| Kilmarnock Athletic           | 2:1      | FC Cumnock               |
| FC Mavisbank                  | 3:1      | FC Granton               |
| Milngavie Thistle             | 2:1      | FC East Stirlingshire    |
| Our Boys Dundee               | 2:1      | Dundee Hibernian         |
| Port Glasgow Athletic         | 3:2      | FC Lochwinnoch           |
| FC Renton                     | 3:1      | FC Alclutha              |
| FC Strathblane                | 1:0      | FC Lenzie                |
| FC West Benhar                | 2:1      | FC Belshill              |
| FC West End                   | 1:1      | FC Strathmore            |
| FC Wishaw                     | 2:0      | FC Holytown              |

### Wiederholungsspiele
|                     | Ergebnis |                     |
| ------------------- | -------- | ------------------- |
| Hurlford United     | 3:2      | FC Portland         |
| FC Royal Albert     | 3:3      | Airdrieonians FC    |
| FC Sir John Maxwell | 5:3      | FC Woodland         |
| FC St. Bernard’s    | 3:4      | Heart of Midlothian |
| FC Coupar Angus     | 1:6      | FC Dunblane         |
| FC Drumpellier      | 2:5      | FC Clarkston        |
| FC Strathmore       | 0:0      | FC West End         |

## 2. Runde
Ausgetragen wurden die Begegnungen zwischen dem 30. September und 7. Oktober 1882. Die Wiederholungsspiele fanden am 7. Oktober 1882 statt.
|                               | Ergebnis |                               |
| ----------------------------- | -------- | ----------------------------- |
| 5th Dumfries Rifle Volunteers | 5:3      | FC Moffat                     |
| FC Abercorn                   | 2:2      | FC Pollok                     |
| FC Cambuslang                 | 3:1      | Airdrieonians FC              |
| FC Cowlairs                   | 13:00    | FC Apsley                     |
| FC Dumbarton                  | 8:1      | FC King’s Park                |
| FC Dunblane                   | 3:1      | FC Arbroath                   |
| FC Dundee Harp                | 2:2      | FC Aberdeen                   |
| Greenock Morton               | 5:1      | FC St. Mirren                 |
| FC Kilbarchan                 | 0:7      | FC Johnstone                  |
| FC Kilmarnock                 | 2:6      | Hurlford United               |
| Kilmarnock Athletic           | 5:4      | FC Annbank                    |
| FC Lugar Boswell              | 6:1      | FC Beith                      |
| FC Maybole                    | 6:3      | FC Ayr                        |
| FC Northern                   | 0:0      | Pollokshields Athletic        |
| Our Boys Dundee               | 5:3      | FC Balgay                     |
| FC Partick                    | 2:1      | FC Pilgrims                   |
| Partick Thistle               | 14:20    | FC Mavisbank                  |
| FC Queen’s Park               | 3:2      | Glasgow Rangers               |
| FC Royal Albert               | 3:5      | FC Clarkston                  |
| FC Southfield                 | 01:14    | FC Renton                     |
| FC Thornliebank               | 7:0      | FC Glenpatrick                |
| FC Vale of Leven              | 16:00    | Milngavie Thistle             |
| FC Vale of Teith              | 5:1      | FC West End                   |
| FC Wishaw                     | 2:6      | FC Airdrie                    |
| FC Addiewell                  | 0:14     | Heart of Midlothian           |
| FC Jamestown                  | 12:10    | FC Strathblane                |
| Queen of the South Wanderers  | 5:3      | 1st Dumfries Rifle Volunteers |
| FC West Benhar                | 10:1     | FC Shotts                     |
| FC West Calder                | 2:3      | Hibernian Edinburgh           |

### Wiederholungsspiele
|                        | Ergebnis |                       |
| ---------------------- | -------- | --------------------- |
| FC Cartvale            | 1:3      | FC Arthurlie          |
| FC Dundee Harp         | 3:1      | FC Aberdeen           |
| FC Pollok              | 2:2      | FC Abercorn           |
| Pollokshields Athletic | 4:0      | FC Northern           |
| FC Sir John Maxwell    | 2:6      | Port Glasgow Athletic |
| Third Lanark           | 3:0      | FC Clyde              |

## 3. Runde
Ausgetragen wurden die Begegnungen am 21. und 28. Oktober 1882. Die Wiederholungsspiele fanden am 28. Oktober 1882 statt.
|                              | Ergebnis |                               |
| ---------------------------- | -------- | ----------------------------- |
| FC Cambuslang                | 3:3      | Partick Thistle               |
| FC Dumbarton                 | 8:1      | FC Jamestown                  |
| FC Falkirk                   | 2:2      | FC Renton                     |
| FC Lugar Boswell             | 6:0      | FC Pollok                     |
| FC Partick                   | 4:0      | FC Cowlairs                   |
| Pollokshields Athletic       | 3:0      | FC West Benhar                |
| Port Glasgow Athletic        | 2:5      | Kilmarnock Athletic           |
| FC Queen’s Park              | 13:00    | FC Clarkston                  |
| Third Lanark                 | 3:0      | FC Airdrie                    |
| FC Vale of Leven             | 8:1      | Heart of Midlothian           |
| FC Abercorn                  | 8:0      | FC Maybole                    |
| FC Arthurlie                 | 1:0      | FC Thornliebank               |
| FC Dunblane                  | 5:0      | FC Dundee Harp                |
| FC Johnstone                 | 2:1      | Greenock Morton               |
| Queen of the South Wanderers | 3:2      | 5th Dumfries Rifle Volunteers |
| FC Vale of Teith             | 6:4      | Our Boys Dundee               |

### Wiederholungsspiele
|                 | Ergebnis |               |
| --------------- | -------- | ------------- |
| Partick Thistle | 3:3      | FC Cambuslang |
| FC Renton       | 4:1      | FC Falkirk    |

## 4. Runde
Ausgetragen wurden die Begegnungen am 11. und 18. November 1882. Das Wiederholungsspiel fand am 18. November 1882 statt.
|                     | Ergebnis |                              |
| ------------------- | -------- | ---------------------------- |
| FC Dunblane         | 1:7      | Third Lanark                 |
| Hibernian Edinburgh | 2:2      | FC Partick                   |
| FC Johnstone        | 1:3      | Pollokshields Athletic       |
| Kilmarnock Athletic | 5:2      | FC Abercorn                  |
| Partick Thistle     | w/o      | Glasgow University           |
| FC Queen’s Park     | 5:0      | FC Cambuslang                |
| FC Renton           | 3:5      | FC Lugar Boswell             |
| FC Thornliebank     | 0:3      | FC Dumbarton                 |
| FC Vale of Teith    | 2:3      | Hurlford United              |
| FC Arthurlie        | 3:1      | Queen of the South Wanderers |
| FC Vale of Leven    | 2:0      | Edinburgh University         |

### Wiederholungsspiel
|            | Ergebnis |                     |
| ---------- | -------- | ------------------- |
| FC Partick | 1:4      | Hibernian Edinburgh |

## 5. Runde
Ausgetragen wurden die Begegnungen am 2. und 23. Dezember 1882. Die Wiederholungsspiele fanden am 23. Dezember 1882 statt.
|                        | Ergebnis |                  |
| ---------------------- | -------- | ---------------- |
| FC Dumbarton           | bye      |                  |
| Hibernian Edinburgh    | * 3:4 *  | FC Arthurlie     |
| Kilmarnock Athletic    | bye      |                  |
| FC Lugar Boswell       | 1:1      | FC Vale of Leven |
| Partick Thistle        | bye      |                  |
| Pollokshields Athletic | bye      |                  |
| Third Lanark           | bye      |                  |
| FC Queen’s Park        | 7:2      | Hurlford United  |

### Wiederholungsspiele
|                  | Ergebnis |                     |
| ---------------- | -------- | ------------------- |
| FC Arthurlie     | 6:0      | Hibernian Edinburgh |
| FC Vale of Leven | 5:1      | FC Lugar Boswell    |

## 6. Runde
Ausgetragen wurden die Begegnungen zwischen dem 23. Dezember 1882 und 10. Februar 1883. Die Wiederholungsspiele fanden zwischen dem 3. und 17. Februar 1883 statt.
|                 | Ergebnis |                        |
| --------------- | -------- | ---------------------- |
| Third Lanark    | 1:1      | Pollokshields Athletic |
| FC Arthurlie    | 1:1      | Kilmarnock Athletic    |
| FC Dumbarton    | 3:1      | FC Queen’s Park        |
| Partick Thistle | 0:4      | FC Vale of Leven       |

### Wiederholungsspiele
|                        | Ergebnis |              |
| ---------------------- | -------- | ------------ |
| Kilmarnock Athletic    | * 1:2 *  | FC Arthurlie |
| Pollokshields Athletic | 5:2      | Third Lanark |

### 2. Wiederholungsspiel
|              | Ergebnis |                     |
| ------------ | -------- | ------------------- |
| FC Arthurlie | 1:1      | Kilmarnock Athletic |

### 3. Wiederholungsspiel
|              | Ergebnis |                     |
| ------------ | -------- | ------------------- |
| FC Arthurlie | 0:1      | Kilmarnock Athletic |

## Halbfinale
Ausgetragen wurden die Begegnungen am 24. Februar 1883. Die Wiederholungsspiele fanden am 17. März 1883 statt.
|                        | Ergebnis |                     |
| ---------------------- | -------- | ------------------- |
| Pollokshields Athletic | * 0:1 *  | FC Dumbarton        |
| FC Vale of Leven       | 1:1      | Kilmarnock Athletic |

### Wiederholungsspiele
|                     | Ergebnis |                        |
| ------------------- | -------- | ---------------------- |
| FC Dumbarton        | 5:0      | Pollokshields Athletic |
| Kilmarnock Athletic | 0:2      | FC Vale of Leven       |

## Finale
| FC Dumbarton                            | FC Dumbarton | FC Vale of Leven | FC Vale of Leven |
| --------------------------------------- | --- | --- | ---------------- |
| FC Dumbarton                            | \| Finale \| \| 31. März 1883 in Glasgow (Hampden Park) \| \| Ergebnis: 2:2 (2:1) \| \| Zuschauer: 15.000 \| \| Spielbericht \|                          | \| Finale \| \| 31. März 1883 in Glasgow (Hampden Park) \| \| Ergebnis: 2:2 (2:1) \| \| Zuschauer: 15.000 \| \| Spielbericht \|    | FC Vale of Leven |
| FC Dumbarton                            | Jock Hutcheson, John Miller, Leitch Keir, Lang, Joseph Lindsay, McArthur, James McAulay, Peter Miller, Michael Paton, Robert Brown (1), Robert Brown (2) | A. McIntyre, Alex McLintock, John Forbes, Dan Friel, Gillies, Johnston, Kennedy, Robert McCrae, McFarlane, McLeish, Jack McPherson | FC Vale of Leven |
| FC Dumbarton                            | n. b. | n. b. | FC Vale of Leven |
| Finale                                  | | |                  |
| 31. März 1883 in Glasgow (Hampden Park) | | |                  |
| Ergebnis: 2:2 (2:1)                     | | |                  |
| Zuschauer: 15.000                       | | |                  |
| Spielbericht                            | | |                  |

## Wiederholungsfinale
| FC Dumbarton                            | FC Dumbarton | FC Vale of Leven | FC Vale of Leven |
| --------------------------------------- | --- | --- | ---------------- |
| FC Dumbarton                            | \| Wiederholungsfinale \| \| 7. April 1883 in Glasgow (Hampden Park) \| \| Ergebnis: 2:1 (0:0) \| \| Zuschauer: 8.000 \| \| Spielbericht \|                  | \| Wiederholungsfinale \| \| 7. April 1883 in Glasgow (Hampden Park) \| \| Ergebnis: 2:1 (0:0) \| \| Zuschauer: 8.000 \| \| Spielbericht \| | FC Vale of Leven |
| FC Dumbarton                            | Anderson, Jock Hutcheson, John Miller, Leitch Keir, Joseph Lindsay, McArthur, James McAulay, Peter Miller, Michael Paton, Robert Brown (1), Robert Brown (2) | A. McIntyre, Alex McLintock, John Forbes, Dan Friel, Gillies, Johnston, Kennedy, Robert McCrae, McFarlane, McLeish, Jack McPherson          | FC Vale of Leven |
| FC Dumbarton                            | n. b. | n. b. | FC Vale of Leven |
| Wiederholungsfinale                     | | |                  |
| 7. April 1883 in Glasgow (Hampden Park) | | |                  |
| Ergebnis: 2:1 (0:0)                     | | |                  |
| Zuschauer: 8.000                        | | |                  |
| Spielbericht                            | | |                  |